# 多梅尼科·法托里
多梅尼科·法托里（義大利語：Domenico Fattori，？—20世纪）是一位聖馬利諾的政治家，從1860年到1908年擔任聖馬利諾的外交部長。法托里還擔任了12次聖馬利諾的執政官，每任期通常為六個月。他也是聖馬利諾累積任期（共六年）最長的執政官。